# Плованија
Плованија (итал. Plovania) је насељено место у Републици Хрватској у Истарској жупанији. Административно је у саставу Града Буја.

## Становништво
Према задњем попису становништва из 2001. године у насељу Плованија живела су 232 становника који су живели у 79 породичних домаћинстава.
Кретање броја становника по пописима 1857—2001.
| година пописа  | 1857. | 1869. | 1880. | 1890. | 1900. | 1910. | 1921. | 1931. | 1948. | 1953. | 1961. | 1971. | 1981. | 1991. | 2001. |
| бр. становника | 0     | 0     | 0     | 0     | 10    | 1     | 0     | 0     | 9     | 5     | 11    | 131   | 0     | 0     | 232   |

Напомена:У 2001. настало издвајањем из насеља Калданија. Исказује се као део насеља од 1900. У 1921. и 1931. подаци су садржани у насељу Каштел, а у 1981. и 1991. у насељу Каладонија.